# محمد فتح الله بركات
محمد فتح الله باشا بركات (2 يناير 1866 - 1 يناير 1933) هو سياسي مصري، شغل العديد من المناصب الوزارية.

## حياته
مواليد قرية منية المرشد مركز مطوبس في شهر يناير عام 1866. تلقى تعليمه الابتدائى على يد خطيب الثورة العرابية (عبد الله النديم). كان له نشاط ملحوظ في جميع الهيئات النيابية التي توالت على مصر من الرعيل الأول لثورة 1919. ونفي مع أربعة إلى جزيرة سيشل مع سعد زغلول. تولى منصب وزير الزراعة ثلاث مرات ثم منصب وزير الداخلية. وهو أول من جعل مكاتبات الوزارة باللغة العربية. عمل على نشر الجمعيات الزراعية والإستهلاكية ونشر الصناعات الزراعية والإنتاج الزراعي ورفع مستوى المعيشة في البلاد. توفي ودفن في القاهرة عام 1933 م.